# Gorgophone (bướm nhảy)
Gorgophone là một chi bướm ngày thuộc họ Bướm nâu.